# From Y To Z And Never Again
From Y To Z And Never Again es el EP realizado por la banda de punk rock británica Big In Japan en 1978. Contiene 4 canciones de las 6 grabadas, y cada una de éstas fue tocada por diferentes alineaciones de la banda.
Este EP salió cuando el grupo ya se había separado. Fue la primera realización hecha por el sello Zoo Records, fundado por Bill Drummond y David Balfe, miembros de la banda. Una canción fue grabada en 1977 y las demás en 1978 por diferentes productores. Taxi sería producida por la propia banda.
Aunque descatalogado, se puede hallar todo su contenido en el CD recopilatorio Zoo - Uncaged de 1990. 

## Contenido
- 1. Nothing Special (3:37)
- 2. Cindy And The Barbi Dolls (3:31)
- 3. Suicide A Go Go (2:27)
- 4. Taxi (4:27)

## Detalles de las canciones
La canción Nothing Special fue grabada en el estudio M.V.C.U. 4 track (Teac 3340S), Liverpool, Inglaterra, en julio de 1978. Fue producida por Noddy Knowler. La alineación estaba compuesta por: Jayne Casey (voz), Ian Broudie (guitarra), Bill Drummond (guitarra), Dave Balfe (bajo) y Budgie (batería).
La canción Cindy And The Barbi Dolls fue grabada en el estudio M.V.C.U. 4 track (Teac 3340S), Liverpool, en agosto de 1978. Producida por Noddy Knowler. La alineación era: Ian Broudie (guitarra), Bill Drummond (guitarra) y Dave Balfe (bajo).
La canción Suicide A Go Go fue grabada en el estudio T.W., Londres, Inglaterra, en noviembre de 1977. Producida por Rob Dickens. La alineación era: Jayne Casey (voz); Kev Ward, (voz), Ian Broudie (guitar), Bill Drummond (guitarra), Holly (Johnson) (bajo) y Phil Allen (batería).
La canción Taxi fue grabada en el estudio Amazon, Liverpool, Inglaterra, en mayo de 1978. Fue producida por la banda. La alineación era: Jayne Casey (voz), Ian Broudie (guitarra), Bill Drummond, (guitarra), Holly (Johnson) (bajo) y Budgie (batería).
- Datos: Q5505560